# John Bramall
John Bramall (* 18. August 1923 in Stoke-on-Trent, England; † 13. Juni 2000 in Somerset, England) war ein britischer Tontechniker.

## Leben
Bramall begann seine Karriere beim Film 1951 mit dem Filmdrama The Dark Light von Vernon Sewell. In den 1950er Jahren blieb er teilweise ohne Namensnennung im Abspann. 1961 arbeitete er erstmals für das britische Fernsehen. Von 1967 bis 1968 war er an 14 Folgen der Kult-Fernsehserie Nummer 6 beteiligt. Er arbeitete an zwei Literaturverfilmungen nach Romanen von Alistair MacLean, Agenten sterben einsam und Rendezvous mit dem Tod. 
1971 war er gemeinsam mit Gordon K. McCallum für den Oscar in der Kategorie Bester Ton für Ryans Tochter nominiert. Dies blieb seine einzige Nominierung für einen Filmpreis. Nach seiner letzten Arbeit als Tontechniker an der britischen Fernsehserie Hammer House of Mystery and Suspense 1984 zog sich Bramall aus dem Filmgeschäft zurück. Er verstarb 2000 in Somerset.

## Filmografie (Auswahl)
- 1958: Der kleine Däumling (Tom Thumb)
- 1959: Hügel des Schreckens (The Angry Hills)
- 1961: Gorgo
- 1964: Ein Schuß im Dunkeln (A Shot in the Dark)
- 1964: Kampfgeschwader 633 (633 Squadron)
- 1968: Agenten sterben einsam (Where Eagles Dare)
- 1969: Auf Wiedersehen, Mr. Chips (Goodbye Mr. Chips)
- 1970: Ryans Tochter (Ryan’s Daughter)
- 1971: Wer Gewalt sät (Straw Dogs)
- 1974: Die Frucht des Tropenbaums (The Tamarind Seed)
- 1976: Der blaue Vogel (The Blue Bird)
- 1977: Orca – Der Killerwal (Orca)
- 1977: Rendezvous mit dem Tod (Golden Rendezvous)
- 1979: Ein Mann räumt auf (Love and Bullets)

## Auszeichnungen
- 1971: Oscar-Nominierung in der Kategorie Bester Ton für Ryans Tochter